# 喬皮奧爾科山
14°39′12″S 69°13′42″W / 14.65333°S 69.22833°W

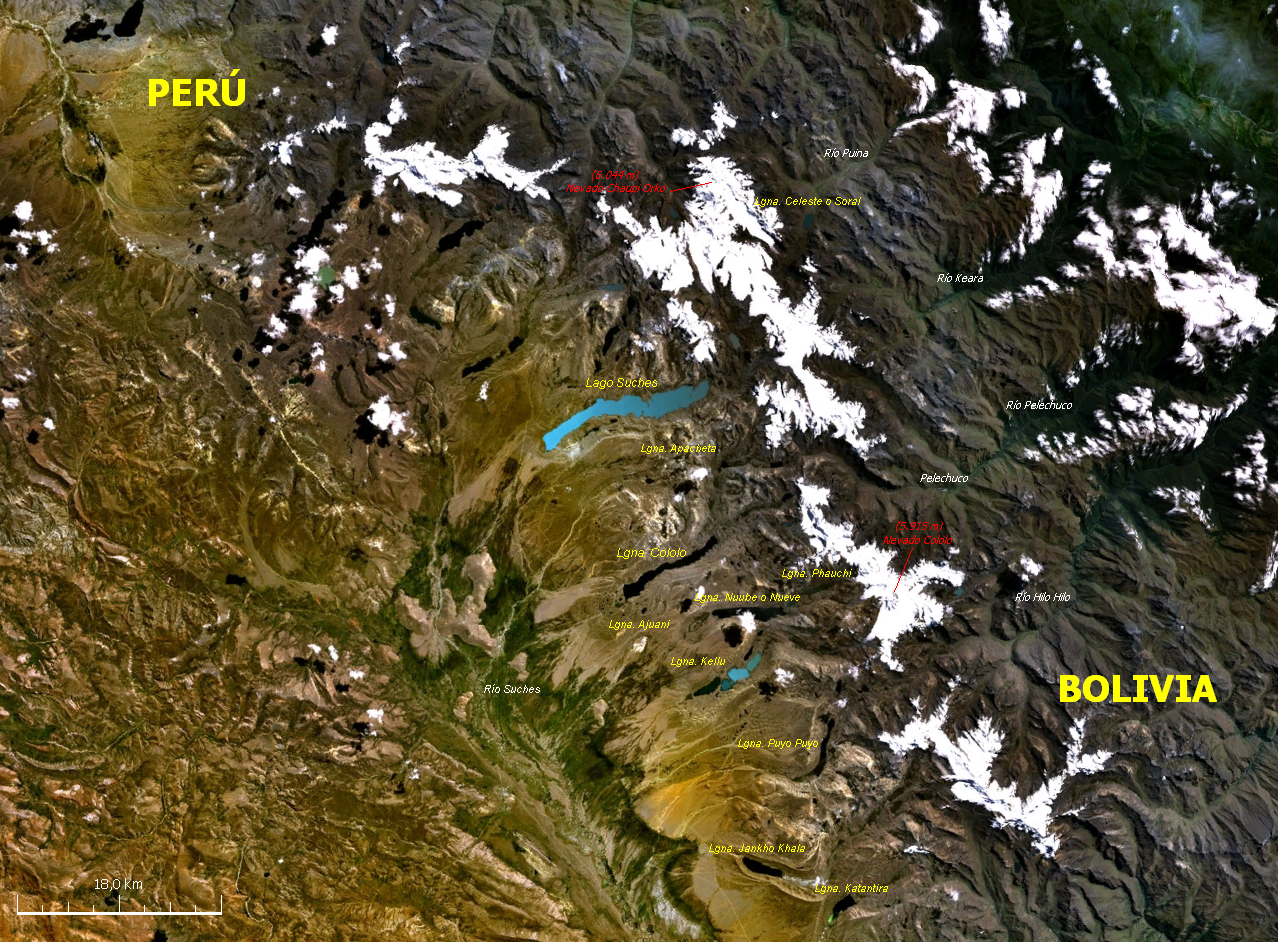

喬皮奧爾科山（西班牙語：Chaupi Orco），是南美洲的山峰，處於玻利維亞和秘魯交界的邊境，屬於安第斯山脈中阿波洛班巴山脈的一部分，海拔高度6,044米，人類在1957年首次登頂。